# Zalcitabin
Zalcitabin (2′,3′-Didesoxycytidin, ddC) ist ein chemisches Derivat des Nukleosids Cytidin. Pharmakologisch gehört es zu den nukleosidischen Reverse-Transkriptase-Inhibitoren (NRTI), einer Gruppe antiretroviraler Substanzen. Zalcitabin dient zur Behandlung HIV-1-infizierter Patienten im Rahmen einer antiretroviralen Kombinationstherapie. 

## Geschichte
Zalcitabin wurde erstmals in den 1960er Jahren von Jerome Horwitz im Rahmen der Krebsforschung hergestellt. Das US-amerikanische Krebsforschungszentrum NCI entwickelte die Substanz dann als HIV-Medikament. Es war die dritte antiretrovirale Substanz, die von der amerikanischen Arzneimittelbehörde FDA zur Behandlung von HIV und AIDS genehmigt wurde. Im Juni 1992 wurde Zalcitabin von der FDA als Monotherapie zugelassen und 1996 zusammen mit Zidovudin (AZT) als Kombinationstherapie. Die Substanz wurde vom NCI an Hoffmann-La Roche lizenziert und bis Ende 2006 unter dem Namen Hivid vermarktet.
Seit 31. Dezember 2006 ist es nicht mehr im Handel erhältlich.

## Pharmakologie
Zalcitabin ist ein Pyrimidinderivat und ein Analogon des natürlichen Desoxycytidin, wobei die Hydroxygruppe in 3-Stellung des Tetrahydrofuranrings durch ein Wasserstoffatom ersetzt wurde.
Die Substanz wird in das aktive 5′-Triphosphat, ddCTP, umgewandelt und dann in die virale DNA eingebaut. Wegen der fehlenden Hydroxygruppe kommt es dann zum Abbruch der DNA-Synthese.

## Pharmakokinetik
Die mittlere orale Bioverfügbarkeit von Zalcitabin liegt über 80 %. Zalcitabin wird nur in sehr geringem Maße an Plasmaproteine gebunden (< 4 %). Etwa 70 % einer oral verabreichten Dosis mit einer Halbwertzeit von etwa zwei Stunden wird unverändert über die Nieren ausgeschieden.

## Arzneimittelwechselwirkungen
Lamivudin (3TC) hemmt die intrazelluläre Phosphorylierung von Zalcitabin, und daher sollten beide nicht zusammen eingenommen werden. Des Weiteren wird davon abgeraten, zusätzlich Substanzen einzunehmen, die eine Polyneuropathie verursachen könnten.

## Nebenwirkungen
Am häufigsten tritt eine periphere Neuropathie auf. Seltener sind Fieber, Gelenk- und Muskelschmerzen, sowie Konvulsionen.

## Resistenzen
Im Vergleich zu Zidovudin entwickeln HI-Viren nur schwer Resistenzen gegen Zalcitabin, hauptsächlich im HIV-polGen. Kreuzresistenz zwischen Zidovudin und Zalcitabin wurde beobachtet.

## Trivia
Die Substanz spielt auch eine wichtige Rolle im Oscar-preisgekrönten Film Dallas Buyers Club von 2013. Unter dem Namen ddC ist Zalcitabin eine der Substanzen, die der Filmheld illegal aus Mexiko beschafft, um sie dann in Dallas an HIV-1-infizierte Personen zu verkaufen, da die FDA sie noch nicht zugelassen hat.